# Дератизація

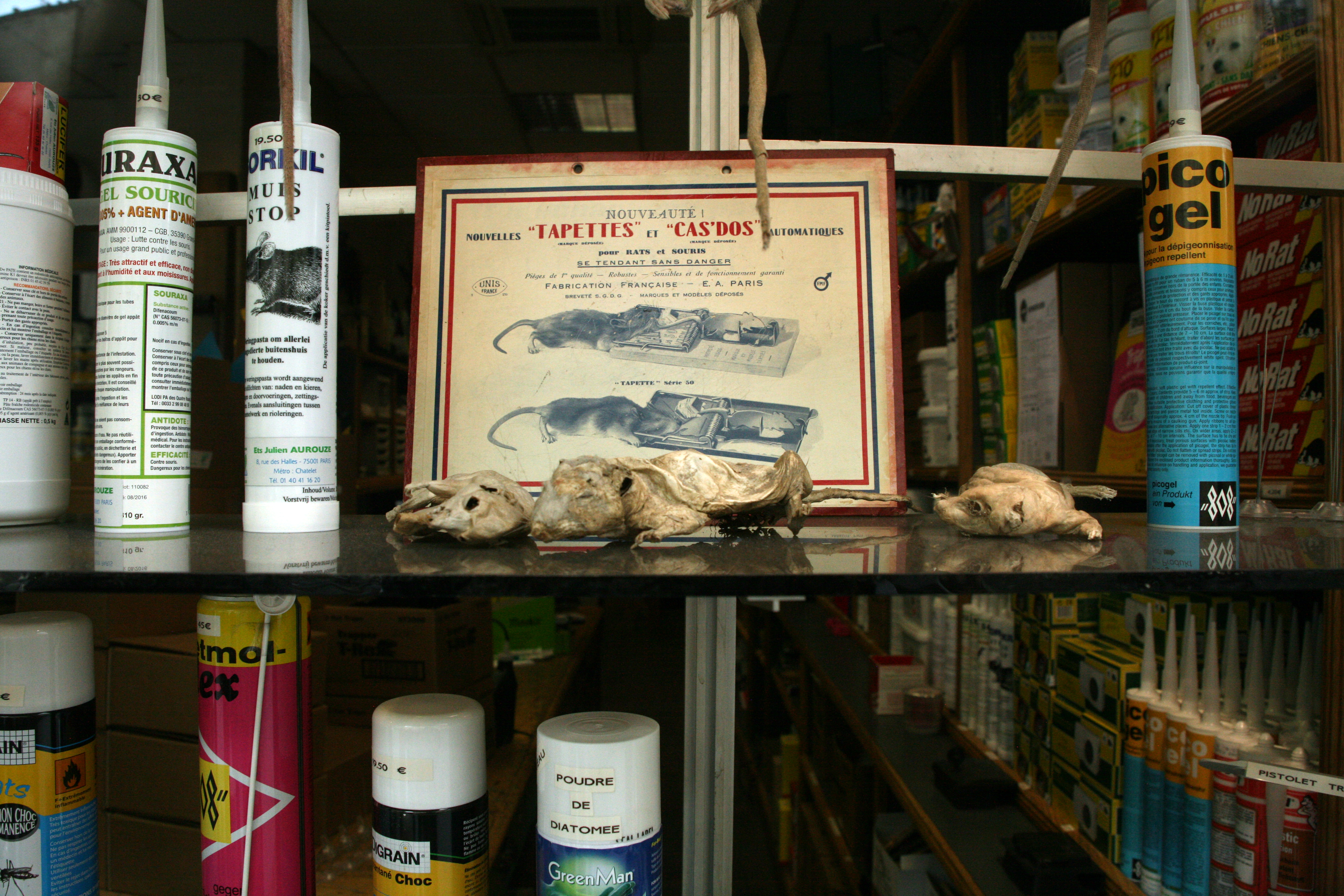
Засоби для дератизації та мертві щурі на вітрині

Дератиза́ція (від лат. de — від, та лат. rattus — пацюк) — комплекс санітарно-гігієнічних, інженерно-технічних та протиепідемічних заходів, які включають роботи з винищування та захисту від синантропних гризунів (у тому числі носіїв та розповсюджувачів інфекційних хвороб людини і тварин) у будівлях і спорудах населених пунктів, на транспорті та в довкіллі.

## Способи дератизації
Для знищення гризунів використовують різні методи.
1. Хімічний: використання отруєної приманки. Сутність хімічного методу полягає в отруєнні гризунів отруйними речовинами — ратицидами. Ефективними ратицидами є фосфід цинку, ратиндан, зоокумарин, сульфат талію, тіосемікарбазід, карбонат барію, фторацетамід та ін.
Газову дератизацію застосовують переважно для винищування гризунів на морських суднах, у залізничних вагонах, літаках і в польових умовах
2. Фізичний: вилов за допомогою капканів. Механічний спосіб полягає в застосуванні різних капканів, пасток, мишоловок, верше та ін.
3. Біологічний: а) зараження інфекцією, небезпечної тільки для гризунів; б) вилов домашніми тваринами.